# إم 1 (مركبة قتالية)
كانت مركبة إم1 القتالية، رسميًا الدبابة الخفيفة، إم1، عبارة عن دبابة خفيفة استخدمها سلاح الفرسان الأمريكي في أواخر الثلاثينيات، وتطورت في نفس الوقت مع دبابة المشاة الخفيفة إم2 المشابهة لها جدًا. بعد الحرب الأهلية الإسبانية، أدركت معظم الجيوش (بما في ذلك الجيش الأمريكي) أنها بحاجة إلى دبابات مسلحة بالمدافع، وليس مجرد مركبات مسلحة بالمدافع الرشاشة، وهكذا عفى الزمن على مركبة إم1.

## وصلات خارجية
- WWII vehicles
- "Mobile Machine-Gun Nest Carries Five Guns" Popular Mechanics, September 1937
- Tanks Encyclopedia article.